# Nicolas Hulot
Nicolas Hulot (* 30. dubna 1955, Lille) je francouzský fotograf, reportér, spisovatel a politik. Je známý z televizního dokumentárního cyklu o expedicích do přírody pod názvem Ushuaia Nature televizní stanice TF1. Od 21. června 2017 do 4. září 2018 byl ministrem životního prostředí ve druhé vládě Édouarda Philippa.

## Nadace
V roce 1990 založil „Nadaci Ushuaia“ (Fondation Ushuaia), která se v roce 1995 přejmenovala na „Nadaci Nicolase Hulota pro přírodu a člověka“ (Fondation Nicolas Hulot pour la nature et l'homme) zaměřenou na vzdělávání o životním prostředí.

## Fotografie
Jako fotograf byl angažován v roce 1973 Goksinem Sipahioglu, zakladatelem agentury SIPA Press. V roce 1976 odjel do Guatemaly po zemětřesení, které si vyžádalo 20 000 životů. Ve stejném roce pokračoval ve své činnosti v Jižní Africe. V roce 1977 byl v tehdejší Rhodesii během války o nezávislost.

## Politika
Popularita mezi veřejností mu umožnila dosáhnout určitého vlivu v rámci francouzské politické diskuse. V roce 2007 jeho zásluhou pět hlavních kandidátů na francouzské prezidentské volby (včetně Nicolase Sarkozyho) podepsalo dohodu, která posunula otázky environmentální krize na prioritní vládní úroveň.
Od 21. června 2017 do 4. srpna 2018 byl ministrem životního prostředí ve druhé vládě Édouarda Philippa. Z této funkce odstoupil na protest proti nedostatečnému zohledňování ochrany životního prostředí v politice prezidenta Emmanuela Macrona.

## Vyznamenání
- rytíř Řádu čestné legie – Francie, 1997
- důstojník Národního řádu lva – Senegal, 1999
- důstojník Národního řádu za zásluhy – Francie, 2000[1]
- důstojník Řádu čestné legie – Francie, 2007
- důstojník Řádu Grimaldiů – Monako, 2013[2]
- komandér Řádu čestné legie – Francie, 2015[3]
- rytíř Řádu umění a literatury – Francie